# Haquet Monocycle

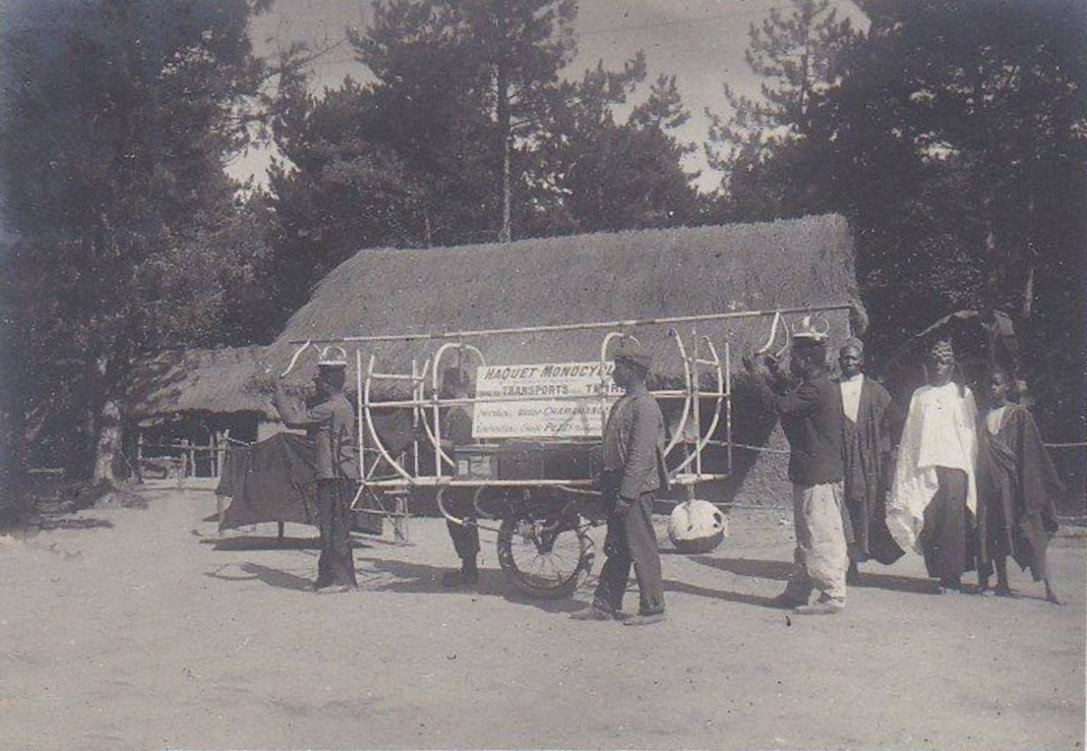
Vorführung des Haquet Monocycle bei der Exposition Coloniale in Paris, 1907

Das Haquet Monocycle war eine einrädrige Schubkarre, deren luftbereiftes Rad mittig angeordnet war.

## Geschichte
Das Haquet Monocycle war von Victor Chamarande, dem stellvertretenden Verwalter der französischen Kolonien, erfunden worden. Es hatte ein Rad aus gepresstem Stahlblech. Die mit Kugellagern gelagerte Achse des Rades ragte auf beiden Seiten über die Nabe hinaus und war mit Autofedern gefedert, auf denen eine Plattform ruhte, die in der Mitte für die Aufnahme des Rades ausgehöhlt war. Die Plattform war rundherum mit Lattenrosten umgeben, die ebenso wie das oberhalb des Rads angebrachte Schutzblech abnehmbar waren. Die gesamte Konstruktion bestand aus den im Fahrradbau üblichen Rohren. Es erinnerte an die zweiachsigen Pferdewagen (französisch haquet), auf denen Bierfässer oder Steinblöcke im Gleichgewicht oberhalb der Achse ausgerichtet wurden.
Es wurde 1907 bei der Exposition Coloniale in Paris vorgestellt. Das Gefährt wurde von zwei Personen fortbewegt und im Gleichgewicht gehalten, von denen der eine zog und der andere schob. Es wog nur 80 kg und konnte in drei Pakete zerlegt werden, die sich in schwierigen Fällen leicht transportieren ließen. Da das Fahrzeug nur ein einziges Rad hatte und mit einer Breite von 0,70 m nur wenig Platz benötigte, konnte es auch in schlechten Lagen des zentralafrikanischen Buschlandes und anderer französischer Kolonien problemlos eingesetzt werden. Da sich das Fahrgestell ca. 0,40 m über dem Boden befand, konnte es Steinen, kleinen Büschen usw. problemlos ausweichen.
Im Mai und Juni 1908 ließ die Kolonialverwaltung eines dieser Fahrzeuge offiziell testen, deren erster Entwurf 1907 auf der Kolonialausstellung in Vincennes zu sehen war und von dem angenommen wurde, dass in den afrikanischen Kolonien Frankreichs die größten Dienste leisten könne.

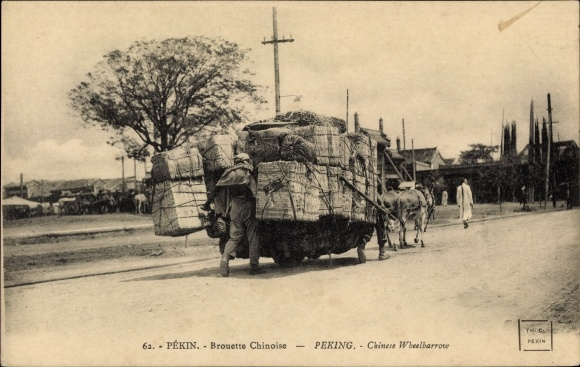
Von zwei Personen und zwei Zugtieren betriebene chinesische Schubkarre

In einem Vortrag von 1908 wurde vom traditionellen Einsatz hölzerner Schubkarren mit zentralem Rad für den Transport von 240 bis 300 kg schweren Lasten in China berichtet. Der Vortragende ging davon aus, dass diese Art von Fahrzeug in Ländern wie China, in denen die Straßen sehr schlecht sind, sehr nützlich und praktisch sei. Wo die Pfade und Wege nicht immer gut gepflegt werden, und oft nur eine Spur haben, sei der Einsatz vorteilhaft. Die chinesischen Schubkarren waren ziemlich grobschlächtig und sahen sehr schwer aus.
Was die Stabilität und die Transportkapazität im Vergleich zum Leergewicht angeht, war die Schubkarre von Victor Chamarande, die ganz aus Metallrohren bestand, weitaus effektiver als ihre chinesischen Vorbilder. Sie beruhte auf dem gleichen Prinzip, auch wenn die Ausführung unterschiedlich war. Die Idee, die Schubkarre mit Zentralrad als Transportmittel in Afrika einzusetzen, und überall dort zu verwenden, wo es nur schlechte Wege und Pfade gab, erschien daher äußerst vielversprechend. Es war zur damaligen Zeit schwer, abzuschätzen, wann Zentralafrika von befahrbaren Straßen und Eisenbahnen durchzogen sein würde, es war jedoch sehr gut vorstellbar, dass diese weiten Landstriche, die von Pfaden durchzogen seien, die für Einrad-Schubkarren geeignet sind.